# Calgary-Est
Pour les articles homonymes, voir Calgary (homonymie).
Circonscription électorale fédérale du Canada
Calgary-Est est une circonscription électorale fédérale canadienne de l'Alberta. Elle se situe au centre-est de la ville de Calgary. Les circonscriptions limitrophes sont
- au nord : Calgary McKnight
- à l'est : Bow River
- au sud-est : Calgary Shepard
- au sud-ouest : Calgary Midnapore
- à l'ouest : Calgary-Centre
- au nord-ouest : Calgary Confederation.

## Historique
La circonscription de Calgary-Est est initialement créée sous le nom de Calgary-East en 1914 de parties des circonscriptions de Calgary et de MacLeod, et représentée pour la première fois lors des élections de 1917. Son nom est changé en 1925 pour Calgary-Est. Elle est abolie en 1952 et redistribuée parmi Calgary-Nord, Calgary-Sud et Macleod. 
Calgary-Est réapparaît en 1976 avec des parties de Calgary-Nord, Calgary-Sud et de Palliser, et est représentée à partir des élections de 1979. Elle est à nouveau abolie en 1987 et redistribuée parmi Calgary-Centre, Calgary-Nord-Est, Calgary-Sud-Est, Crowfoot et Calgary-Sud-Ouest. Elle réapparaît une troisième fois en 1996 à partir de portions des circonscriptions de Calgary-Centre, Calgary-Nord-Est, Calgary-Sud-Est et de Wild Rose. Abolie lors du redécoupage de 2012, elle est redistribuée parmi Calgary Shepard, Calgary Forest Lawn, Calgary-Centre et Calgary Midnapore.
À la suite du redécoupage de 2022, Calgary-Est est récréée avec des parties de Calgary Forest Lawn et Calgary Shepard.
1917 - 1953
1. 1917-1921 — Daniel Lee Redman, CON
2. 1921-1925 — William Irvine, Travailliste
3. 1925-1926 — Fred Davis, CON
4. 1926-1930 — Herbert Bealey Adshead, Labour
5. 1930-1935 — George Douglas Stanley, CON
6. 1935-1940 — John Landeryou, CS
7. 1940-1945 — George Henry Ross, PLC
8. 1945-1953 — Douglas Harkness, PC

1979 - 1988
1. 1979-1984 — John Kushner, PC
2. 1984-1988 — Alex Kindy, PC

1997 - 2015
1. 1997-2015 — Deepak Obhrai, PR (1997-2000), AC (2000-2003) et PCC (2003-....)

- AC = Alliance canadienne
- CON = Parti conservateur du Canada (ancien)
- PC = Parti progressiste-conservateur
- PCC = Parti conservateur du Canada
- PLC = Parti libéral du Canada
- PR = Parti réformiste du Canada

## Résultats électoraux
|       | Candidat          | Parti        | # de voix | % des voix |
|       | (x) Deepak Obhrai | Conservateur | +23 372,  | 67,43 %    |
|       | Josipa Petrunic   | Libéral      | +04 102,  | 11,83 %    |
|       | Al Brown          | NPD          | +04 894,  | 14,12 %    |
|       | Scott Milton      | Vert         | +02 047,  | 5,91 %     |
|       | Jason Devine      | Communiste   | +00246,   | 0,71 %     |
| Total | Total             | Total        | 34 661    | 100 %      |

|       | Candidat          | Parti        | # de voix | % des voix |
|       | (x) Deepak Obhrai | Conservateur | +21 311,  | 66,47 %    |
|       | Bernie Kennedy    | Libéral      | +03 255,  | 10,15 %    |
|       | Ian Vaughan       | NPD          | +03 768,  | 11,75 %    |
|       | Nathan Coates     | Vert         | +03 403,  | 10,61 %    |
|       | Jason Devine      | Communiste   | +00323,   | 1,01 %     |
| Total | Total             | Total        | 32 060    | 100 %      |